# Jazz-Piano

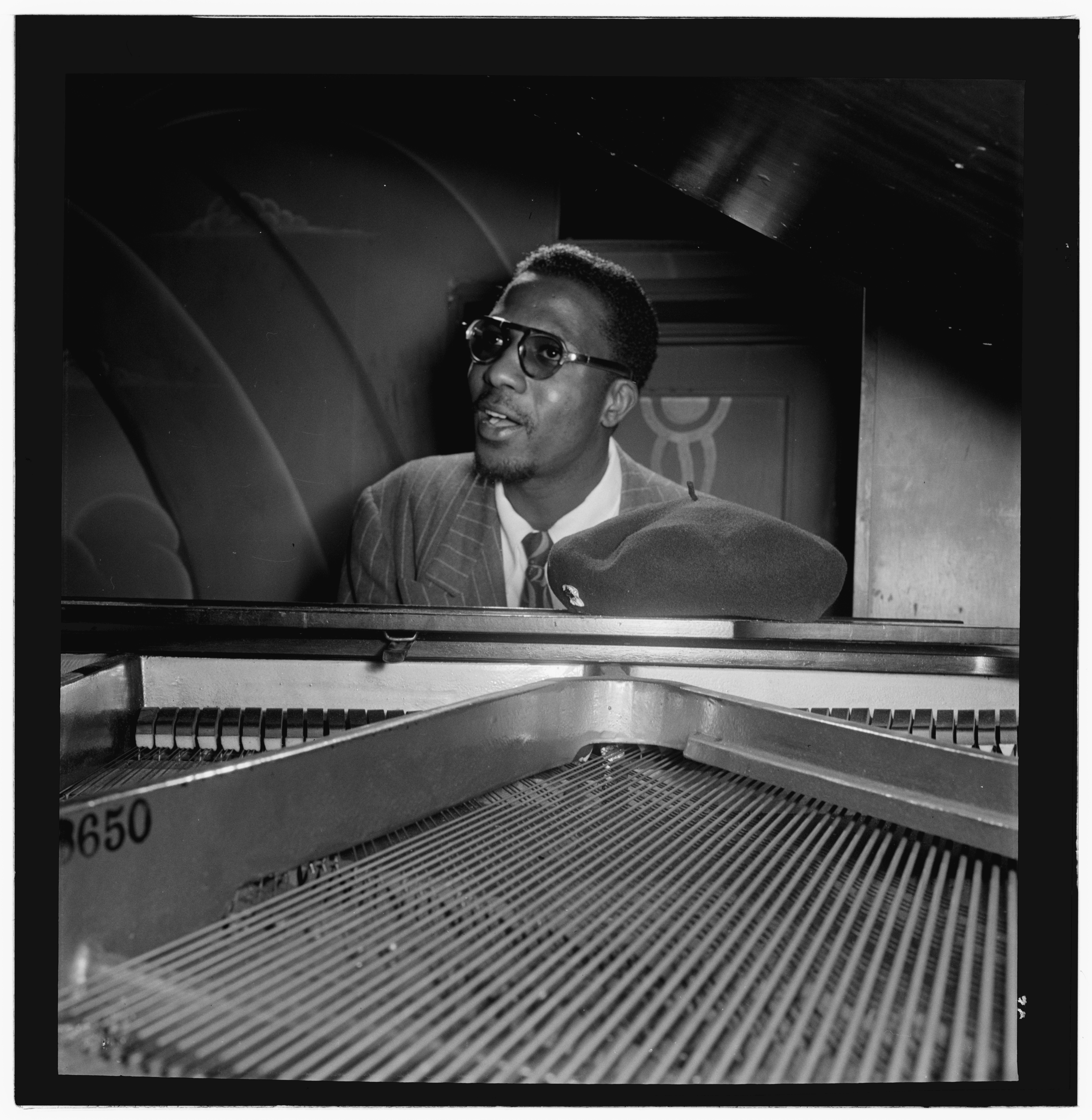
Thelonious Monk (1947)
Foto: William P. Gottlieb

Der Begriff Jazz-Piano steht für die Rolle des Klaviers im Jazz, insbesondere die im Laufe der Jazzgeschichte entstandenen spezifischen Spiel- und Satztechniken.

## Geschichte

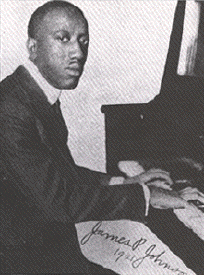
James Price Johnson (etwa 1921)

Das Klavier spielt in der Geschichte des Jazz von Beginn an eine wichtige Rolle. Der Ragtime zählt zu den Wurzeln des Jazz und ist überwiegend Klaviermusik. Der Blues, eine andere Wurzel des Jazz, entfaltete seinen Einfluss auf das Jazz-Piano über den Umweg des Barrelhouse Piano (das später in den Boogie-Woogie mündete).
Zu Beginn der Jazz-Geschichte trat das Klavier eher als Soloinstrument auf – die Marching Bands kamen naturgemäß ohne Klavier aus. Im Lauf der Zeit entwickelte es sich immer mehr auch zum Begleit- und Ensembleinstrument. Ab den 1910er Jahren wurde das Klavier in die Bands des New-Orleans-Jazz integriert; erster Pianist war dort vermutlich Buddy Christian.
Im traditionellen Jazzensemble unterstützte das Klavier die Instrumente Kontrabass/Tuba und Gitarre/Banjo und diente damit in erster Linie der Profilierung von Rhythmus und Harmonie. Im neu aufkommenden Swing wurden Beat und Bass immer mehr den Schlagzeugern und Bassisten überlassen. Obgleich der Rhythmusgruppe zugehörig, gingen Pianisten größerer Bands dazu über, nur noch einzelne Off-Beat-Akkorde einzuwerfen und Akkordfolgen eher anzudeuten als auszuspielen – allen voran Count Basie. Gleichzeitig traten sie zunehmend als Solisten hervor und glichen sich in der Melodieführung stark an die Bläser an.
Nach der Swing-Ära – im Modern Jazz – kehrten viele Pianisten zu einer eher „perkussiven Spielweise zurück“ und ließen „ihr Instrument klar, durchsichtig und hart klingen.“ Andererseits pflegten Pianisten wie Chick Corea wieder ein romantischeres Tonideal und setzten beispielsweise stärker auf Pedalklang.
Bereits in den 1940er Jahren wurde das akustische Klavier gelegentlich durch elektro-mechanische Instrumente ersetzt; so verwendete Earl Hines ein Storytone-E-Piano. Ende der 1950er Jahre zählten Ray Charles und Sun Ra zu den einflussreichen E-Piano-Spielern. Joe Zawinul experimentierte mit unterschiedlichen Klangfarben: Für „Mercy, Mercy, Mercy“ verwendete er ein Wurlitzer-Piano, für „Country Preacher“ ein Fender Rhodes. Später, insbesondere im Fusion Jazz, erweiterten Synthesizer und andere Keyboards das Klangbild. Heute ist das akustische Klavier eines von vielen Tasteninstrumenten im Jazz.
Jeder Jazz-Stil und jede wesentliche jazz-pianistische Neuerung fanden auch in späteren Entwicklungen Verwendung. Damit ist das Jazz-Piano stilistisch ebenso vielfältig wie der Jazz überhaupt.

## Praxis
Jazzpianisten weisen den Händen oft unterschiedliche Rollen zu. Im Solospiel kennt die linke Hand vielfältige Arten, die Basslinien und die Akkordprogressionen zu gestalten, die rechte Hand übernimmt in ebenso vielfältiger Weise vor allem die Melodielinien. Jazz-Piano-Spiel im Ensemble verlangt eine jeweils angemessene, gegebenenfalls sparsame Auswahl aus diesen Möglichkeiten.
Traditionsreiche Elemente des Jazz-Klaviers sind im Einzelnen:

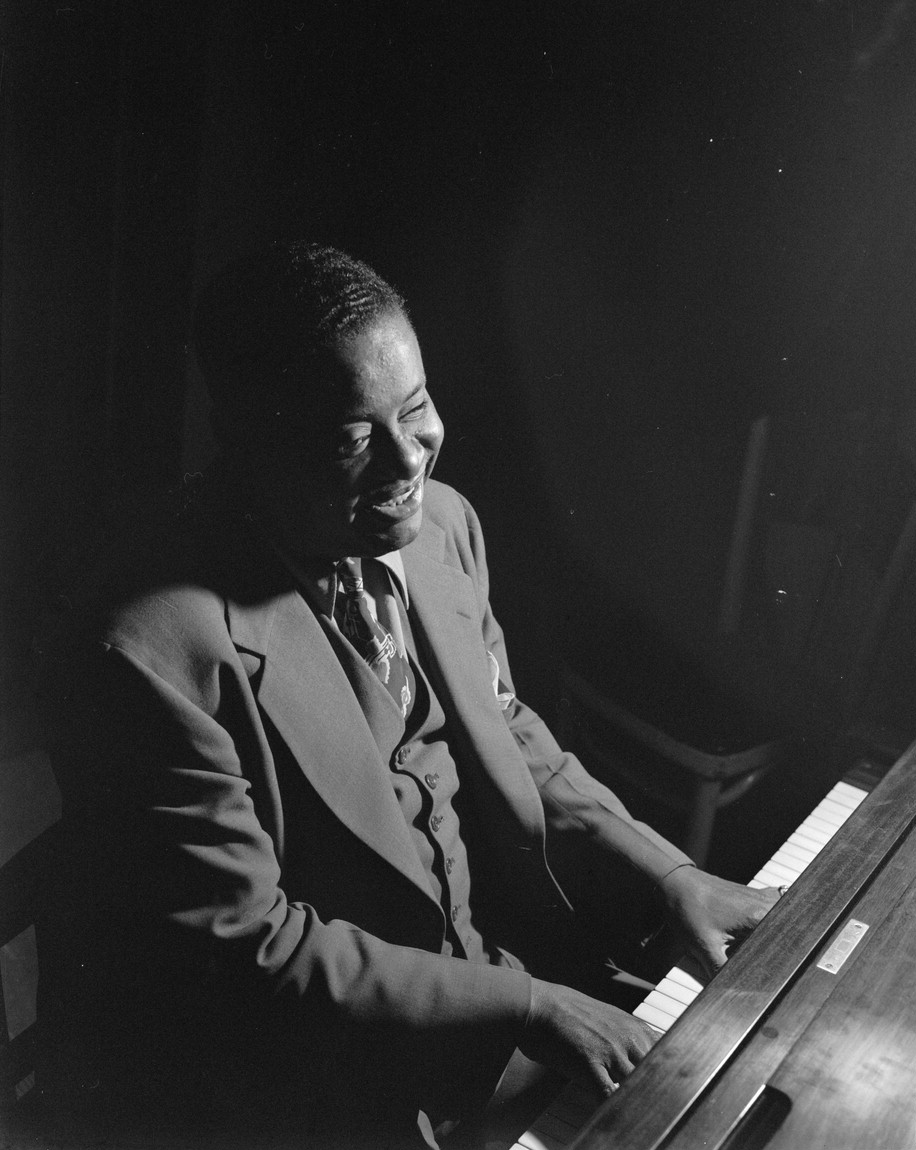
Art Tatum, ca. Mai 1946.
Fotografie von William P. Gottlieb.

- So genannte single bass notes, also die einstimmige Führung des Basses. Wie im entsprechenden Kontrabassspiel wird der Grundton des jeweiligen Akkords bevorzugt; an seine Stelle kann die Quint oder ein anderer harmonieeigener Ton treten. In der Tonwahl einfache, aber im Rhythmus raffiniert platzierte single bass notes sind charakteristisch etwa für Oscar Peterson. Ein Sonderfall ist der walking bass, der „gehende“ Bass, typischerweise im Viervierteltakt und im medium swing tempo. Pro Zählzeit erklingt ein Ton; zwischen harmonieeigene Töne treten Durchgangsnoten; charakteristisch ist eine nicht allzu dichte legato-Artikulation.
- Basstöne und Akkorde im Wechsel, der so genannte stride style („schreitende“ Stil). Im Viervierteltakt fallen die Basstöne gewöhnlich auf die Zählzeiten 1 und 3, die Akkorde auf die Zählzeiten 2 und 4. Diese Spielform steht in der Tradition der romantischen Klaviermusik und wird wie dort von der linken Hand ausgeführt, im Jazz aber typischerweise ohne Pedal.[7] Berühmt ist das stride piano Art Tatums.
- So genannte tenths, also Dezimgriffe (zwei Töne im ausgesprochen weiten Abstand von einer Oktav plus einer Terz).[8] Einzelne Dezimgriffe können einzelne Basstöne ersetzen; ungebrochene und gebrochene Folgen von Dezimgriffen, so genannte walking tenths und rolling tenths („gehende“ und „rollende“ Dezimen), basieren auf dem walking bass und werden häufig in den stride style gemischt, sie lösen die Bass-Akkordbegleitung ab und lockern sie auf. Auch hier heißt der Meister Art Tatum.
- Gleichmäßig wiederholte oder unregelmäßig gestreute voicings (für den jeweiligen Pianisten oder Stil typische Akkordgriffe, z. B. Bud-Powell-Voicings oder Bill-Evans-Voicings). In zahlreichen Klaviersätzen konzentriert sich Erroll Garners linke Hand weitgehend auf metrisch pulsierende Akkordgriffe. Das Wort comping (von to accompany – „begleiten“) bezieht sich normalerweise auf ein unregelmäßiges, oft perkussives Streuen der Akkordgriffe, wie es der Bebop entwickelte, ganz gleich, ob die linke Hand die rechte begleitet oder der Pianist den Solisten. Im Kontext einer Band, die einen Bassisten aufweist, werden die Voicings in der Regel rootless, also grundtonlos, gespielt. Damit wird die Verdoppelung des Grundtons verhindert, und der Pianist kann seine Voicings z. B. durch Optionstöne erweitern.
- Ostinate, also beibehaltene Begleitfiguren (vamps, riffs). Ein bekanntes Beispiel ist das „Köln Concert“ von Keith Jarrett.
- Einstimmige Melodielinien im so genannten single note style oder trumpet style (Trompetenstil).
- Melodielinien in Oktaven. Oft werden diese als Abwechslung zum single note style oder zur Hervorhebung bestimmter Phrasen benutzt.
- Sparsam bis vollgriffig harmonisierte Melodien – fünfstimmige Klänge in der rechten Hand sind nicht selten. Zu den harmonisierten Melodien gehört auch der beidhändige locked hands style, wie er von George Shearing popularisiert wurde.
- Charakteristische, oft virtuose solistische Wendungen (licks), während die Begleitung schweigt (breaks).

Neben den Satztechniken ist die Tongebung kennzeichnend für das Jazz-Piano. Im Vergleich zum klassischen Klavierspiel fallen folgende Besonderheiten auf:
- Im Jazz-Piano wird deutlich weniger Pedal verwendet. Während der stride style fast ohne Pedal auskommt, ist für das Spiel von Balladen umsichtiger Pedaleinsatz typisch.[10]
- Die legato-Artikulation ist nicht so ausgeprägt, die Verbindungen zwischen den Tönen sind eher lose (loose).
- Viele Tonfolgen wirken wie in Stücke gebrochen (broken-up). Einzelne Töne können stark hervorstechen, insbesondere rhythmisch verschobene (displaced) Anfangs- und Endnoten. Die Stichwörter heißen phrasing und timing.
- Andere Töne hingegen erklingen fast gar nicht und fungieren eher als Klanglücken: so genannte ghost notes.

In den sechziger und siebziger Jahren emanzipierte sich das Jazz-Piano von den genannten traditionsreichen Satztechniken und schloss sich in vielerlei Hinsicht der musikalischen Avantgarde an. Phrasing und timing allerdings blieben weitgehend kenntlich.

## Die Rolle einiger wichtiger Pianisten
Folgende Jazz-Pianisten gelten als stilbildend:
- Jelly Roll Morton, der „Professor“ des New Orleans Pianos.[11] Sein Stil ist in vielem der Ragtime.
- James P. Johnson war der erste wichtige Stride-Pianist Harlems. Unübertrefflich waren seine Blues-Begleitungen für Bessie Smith.[12] Das Stück Carolina Shout war für alle Swingpianisten ein Benchmarkstück zum Test ihrer Fähigkeiten, sein Charleston war ein Hit.
- Fats Waller war der nächste Meister des „Stride Piano“ und aller Stile der 1930er.
- „Father“ Earl Hines machte das Piano mit seinen Oktavläufen zu einem kongenialen Partner des Trompeters Louis Armstrong. Er löste das Swingpiano stark von den frühen Rag- und Strideformen und ermöglichte damit eine Erneuerung des Jazzpianos nach dem Swing.
- Count Basie gilt als einer der „sparsamsten“[13] Pianisten der Jazzgeschichte, „durch die Art, in der er zwischen den oft weit auseinander gezogenen einzelnen Noten Spannungen zu schaffen verstand.“[14] Vorher spielte Basie mehr und schneller und orientierte sich am Boogiepianisten Pete Johnson aus Kansas. Basie empfand sich mehr als Entertainer und war technisch nicht der beste Pianist.
- Duke Ellington führte vom Klavier aus „Dialoge“ mit seinem Swingorchester und schuf zahlreiche „klassische“ Jazzkompositionen für dieses Instrument. Für ihn war das Klavier Teil des übergreifenden „Instruments“ Orchester. Kompositorische Unterstützung erhielt er von Billy Strayhorn, mit dem er im Klavierduo, zum Beispiel Tonk, spielte.
- Teddy Wilson beeinflusste mit seinem eleganten Stil den Combo-Jazz der 1930er Jahre.[15] Er blieb bis zu seinem Tod ein Verfechter des traditionellen Swingpianos der 1930er Jahre.
- Art Tatum ist der bis heute unerreichte Virtuose des (auf dem älteren Stride von J. P. Johnson, Willie Smith und T. Waller beruhenden) Swingstils der 1930er Jahre, der dem Swing neue Möglichkeiten des Arrangements eröffnete.
- Thelonious Monk gehört mit seinen rhythmischen Verschiebungen und deren unregelmäßigen Strukturen ebenso wie Herbie Nichols zu den originellsten Pianisten im Jazz.[16] Monks ungewohnt neue Harmonien sind Grundlage vieler seiner Kompositionen.
- Bud Powell übertrug Charlie Parkers Saxophonläufe in den 40er Jahren auf das Klavier und prägte die rhythmische Begleitung im Bebop (das „Comping“). Er war einer der am besten ausgebildeten Pianisten des Bop, dessen Karriere durch eine Kopfverletzung früh (1947) stark beeinträchtigt wurde.
- Horace Silver entwickelt das Powell-Erbe weiter zu einer funk- und soulorientierten stark rhythmischen Spielweise im Quintett.[17]
- Lennie Tristano nahm bestimmte harmonische Freiheiten des Free Jazz auf eigenwillige Weise um rund zehn Jahre vorweg.[18]
- Bill Evans ist der „Romantiker“ des Jazz, der europäisch-klassisches Harmonie- und Formgefühl einbrachte. Er revolutionierte die Gattung des Piano-Trios.[19] Sein Stil zeichnet sich durch starken Wechsel von Klangfarben am Klavier aus, sowie ein tiefes Ineinandergreifen der am Trio beteiligten Instrumente.
- Keith Jarrett hat die lyrische Spielweise Bill Evans´ weiterentwickelt und das vollständig improvisierte Solokonzert auf neue Höhen geführt.
- Cecil Taylor hat für die freie gruppenenergetische Improvisation Maßstäbe gesetzt.
- McCoy Tyner wurde zum „Inbegriff des Jazz“ (Berendt) „im kraftvollsten, swingenden Sinn des Wortes“. Tyner repräsentiert das Coltrane-Erbe und beeinflusste durch sein Spiel Kenny Barron, JoAnne Brackeen, John Hicks, George Cables, Kirk Lightsey und viele andere Pianisten.[20] Tyner hat ein durchdachtes wohlorganisiertes Spiel und improvisiert erfindungsreich.

Siehe auch: Liste von Jazz-Pianisten